# Herbie, the Love Bug
Herbie, the Love Bug (talvolta impropriamente indicata come Herbie the Matchmaker dal titolo del primo episodio) è una serie televisiva della Disney andata in onda sulla CBS nella primavera del 1982. La serie si basa sulla popolare serie cinematografica de Un Maggiolino tutto matto, che vede protagonista il celebre Maggiolino Volkswagen "Herbie" dotato di una mente propria.
La serie venne cancellata dopo soli cinque episodi e, per i successivi quindici anni, avrebbe segnato l'ultima apparizione di Herbie sia in televisione che al cinema. Nel 1997 fu poi nuovamente protagonista nel film per la televisione Il ritorno del Maggiolino tutto matto.

## Trama
Jim Douglas ha abbandonato le corse ed ha aperto una scuola guida con Herbie. Si innamora di Susan, giovane donna madre di tre figli, e cerca di conquistarla grazie all'aiuto della sua magica automobile. Dovrà tuttavia fare i conti con il perfido Randy Bigelow, mancato sposo di Susan, che cercherà in ogni modo di danneggiare Jim ed Herbie.

## Riferimenti ai film
La serie, collocata dopo gli eventi di Herbie sbarca in Messico, contiene alcuni riferimenti ai precedenti film del franchise, specialmente riguardo ai successi motoristici di Herbie, pur non approfondendo la continuità degli avvenimenti o la sorte dei vari personaggi.
L'unico personaggio dei film che viene apertamente citato, e che compare direttamente nella serie, è  Diane Darcy, donna pilota già apparsa in Herbie al Rally di Montecarlo; non è tuttavia impersonata da Julie Sommars, come nel film del 1977, ma da Andrea Howard. 
Di quest'ultimo film sono stati inoltre riutilizzati, durante il primo episodio, alcuni spezzoni di scene di guida in esterna.

## Distribuzione
La serie TV non è mai stata distribuita al di fuori degli Stati Uniti, e non è mai stata rilasciata una versione Home Video, né in VHS né in DVD, né è mai stata resa disponibile su piattaforme di streaming.

## Episodi
1. "Herbie the Matchmaker": Herbie e Jim sventano una rapina in banca, salvando la bella Susan (in onda il 17 marzo 1982);
2. "Herbie to the Rescue": Herbie deve affrontare il severo esame di un ispettore della motorizzazione; intanto i figli di Susan scappano di casa (in onda il 24 marzo 1982);
3. "My House is Your House": Diane Darcy torna in città per una visita a Jim ed Herbie (in onda il 31 marzo 1982);
4. "Herbie the Best Man": il perfido Randy, nel tentativo di rovinare le nozze di Susan e Jim, cerca di sostituire Herbie con una copia (in onda il 7 aprile 1982);
5. "Calling Dr. Herbie": Jim e Susan progettano di comprare una nuova auto; intanto Herbie tiene compagnia in ospedale al piccolo Robbie (in onda il 14 aprile 1982).